# Терористичні акти в Пакистані в січні 2013
Терористичні акти в Пакистані 10 січня 2013 року — серія терористичних актів, які відбулись у південно-західному пакистанському місті Кветта (провінція Белуджистан) і північному Мінгора (провінція Хайбер-Пахтунхва), загалом вбито 130 і поранено 270 осіб.

## Бомбування

### Кветта
Три бомби вибухнули в Кветті, одна на початку дня і дві ввечері. Першу бомбу, яку підірвали в комерційному районі міста біля майдану і продуктових магазинів, вбила дванадцять людей і поранила 47; відповідальність на себе взяла белуджистанська сепаратистська група. Хоча постраждали здебільшого цивільні, представник поліції Хамід Шакіл заявив, що «мішенню був особистий склад Прикордонного корпусу Пакистану, бо бомбу підклали під їх автівку».
Смертоносніший напад відбувся пізніше вдень, коли терорист-смертник підірвав себе всередині більярдної зали близько 20:50, за десять хвилин по цьому, після того як прибули поліцейські і преса, спрацювала наступна бомба в машині назовні будівлі. Вісімдесят одна людина загинула під час цих двох атак, також не менше ніж 170 було поранено. Щонайменше ще троє померли у шпиталі, в підсумку — 84. Окрім тих, хто загинув у залі під час першого вибуху, дев'ять поліцейських, 25 рятівників і два журналісти, які прибули на місце події, загинули від другої бомби. Згідно із заявою місцевих служб терорист-смертник мав до 7 кг вибухівки, а друга бомба важила близько 100 кг. Зала була повністю зруйнована, а сусідні будинки постраждали від вибуху, який також пошкодив силові лінії, що призвело до знеструмлення навколишніх районів.

## Реакція
- Генсек ООН Пан Гімун засудив теракти[7].